# Gutshaus Klein Kussewitz

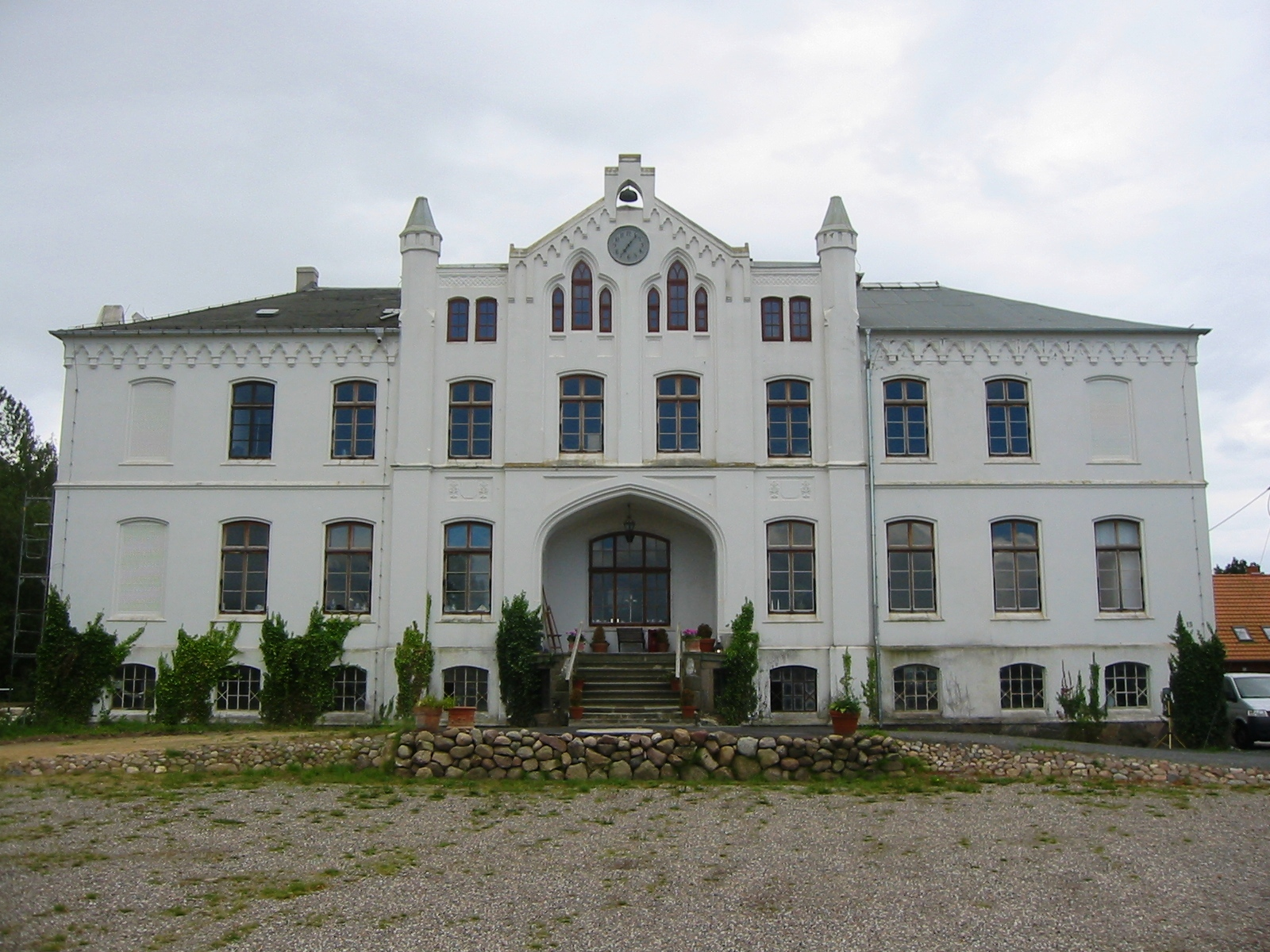
Gutshaus Klein Kussewitz

Das Gutshaus Klein Kussewitz (auch als Schloss K bezeichnet) befindet sich in Klein Kussewitz, Gemeinde Bentwisch im Landkreis Rostock in Mecklenburg-Vorpommern (Deutschland). Das denkmalgeschützte Gebäude wurde 1803 errichtet und Mitte des 19. Jahrhunderts im neugotischen Stil umgebaut. Es befindet sich heute in Privatbesitz.

## Geschichte
Das Gut war ab 1704 im Besitz der Familie von Bülow. Von 1751 bis 1781 war es im Besitz von Dr. Spalding aus Rostock.
 
1800 übernahm Ernst Christian Frehse das Gut. Er ließ 1803 das Gutshaus bauen. Mitte des 19. Jahrhunderts erfolgte der umfassende Umbau des Gutshauses im neugotischen Stil. Anschließend übernahm 1868 Therese Caroline Elisabeth Schomann, geborene Frehse bis 1887 das Gut. Von 1894 bis 1905 ist August Schomann als Gutsherr überliefert, der es 1908 an Julius Kulenkampff veräußerte. Zum Ende des Zweiten Weltkrieges beging der letzte Besitzer dieser Familie Suizid. 
Das Haus ging in das Eigentum der Gemeinde Klein Kussewitz über. Sie nutzte es als Wohnhaus, Gaststätte, Verkaufsstelle, Gemeindebüro und Arztpraxis. Nach der Wende verließen die letzten Bewohner das Gutshaus und es verfiel. Experten sind der Auffassung, dass dieses Gutshaus wie auch andere Herrenhäuser aus dieser Zeit aus „politischen Ursachen“ kaum in den Landesdenkmallisten vorhanden waren, da sie einer Epoche angehörten, „die man mit der Bodenreform endgültig überwunden zu haben glaubte.“ 2002 wurde es an einen privaten Investor verkauft, der es sanierte und nun als Wohnraum, Restaurant und Veranstaltungsort nutzt. Neben dem Gutshaus gehört ein rund 1,7 Hektar großer, zersiedelter Landschaftspark zu dem Anwesen.

## Architektur

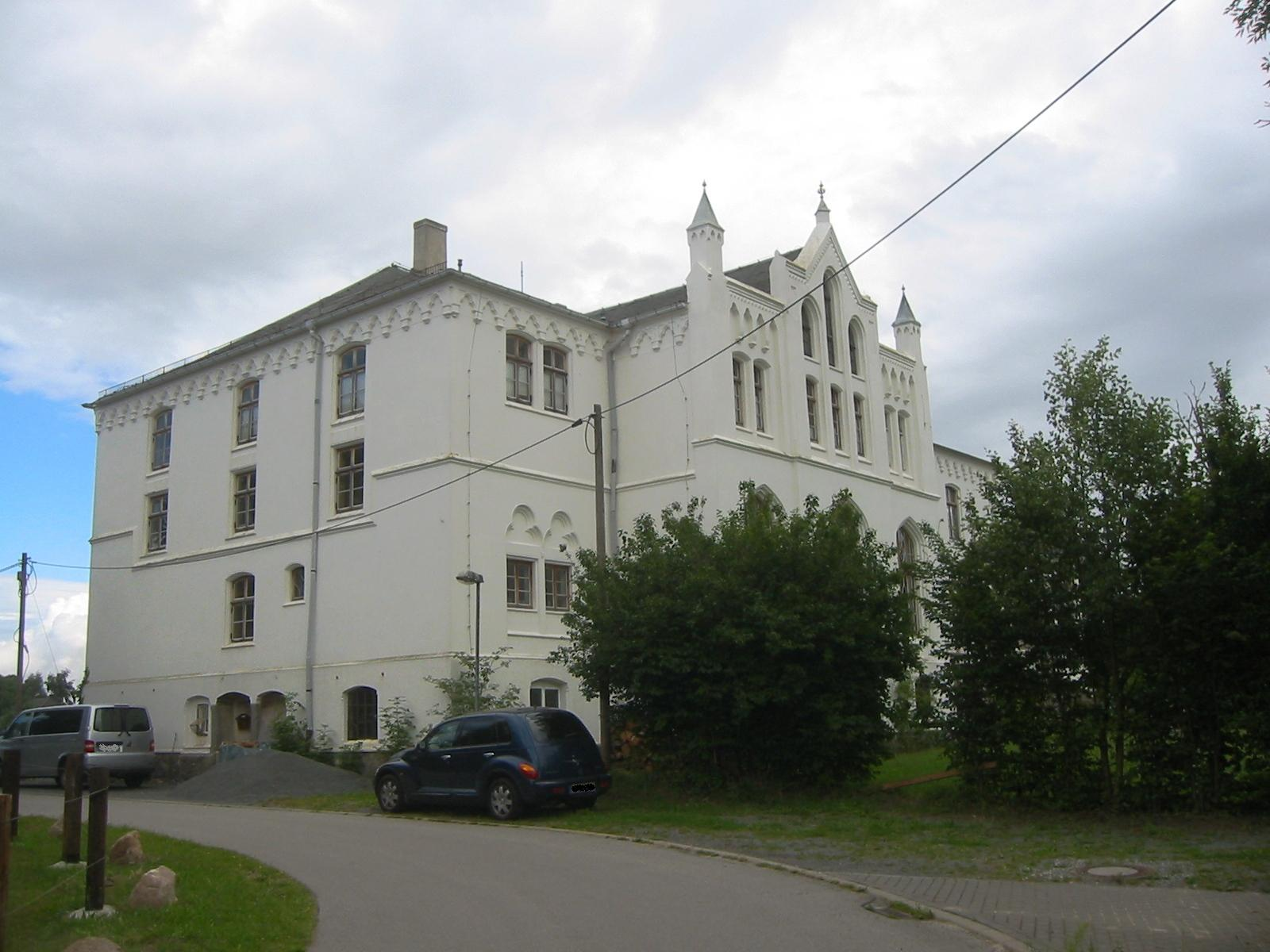
Seitenansicht

Der zweigeschossige Bau wurde zunächst mit identischen und symmetrisch angeordneten Fenstern im Erd- und Obergeschoss errichtet. Das erste Stockwerk war durch ein Gesims vom unteren Teil des Gebäudes optisch getrennt und vom Dach durch einen dreieckförmigen Fries abgegrenzt. Der mittlere Teil des Gebäudes trat aus dem Gebäude hervor und wurde durch Lisenen optisch weiter betont. Nach oben hin verlängern sie sich in zwei kleinen Türmen. Dazwischen befand sich ein Mittelrisalit, in dem eine Uhr eingelassen war. Der Umbau in den neugotischen Stil erfolgte unter anderem durch den Einbau der für die Gotik typischen Spitzbogenfenster. Die vier oberen Fenster wurden verkleinert und mit weiteren Spitzbögen umrahmt. Außerdem erfolgte der Anbau eines Erkers sowie eines zusätzlichen Vorbaus im Erdgeschoss, durch den die ursprünglich vorhandene Symmetrie des Gebäudes verloren ging. Bei der letzten Sanierung wurde dieser Vorbau wieder entfernt; der Erker blieb jedoch bestehen.

## Sonstiges
Die Sendung Nordtour des NDR berichtete in seiner Sendung am 7. August 2011 unter dem Titel „Schloss Kussewitz: Antikes und Schönes auf allen Etagen“ über das Gutshaus.